# Artur Rodziński
Artur Rodziński (Split (Croàcia), 1 de gener, 1892 - Boston (Estats Units), 27 de novembre, 1958),fou un director d'orquestra polonès, actiu als EUA des de 1926 .

## Currículum vitae

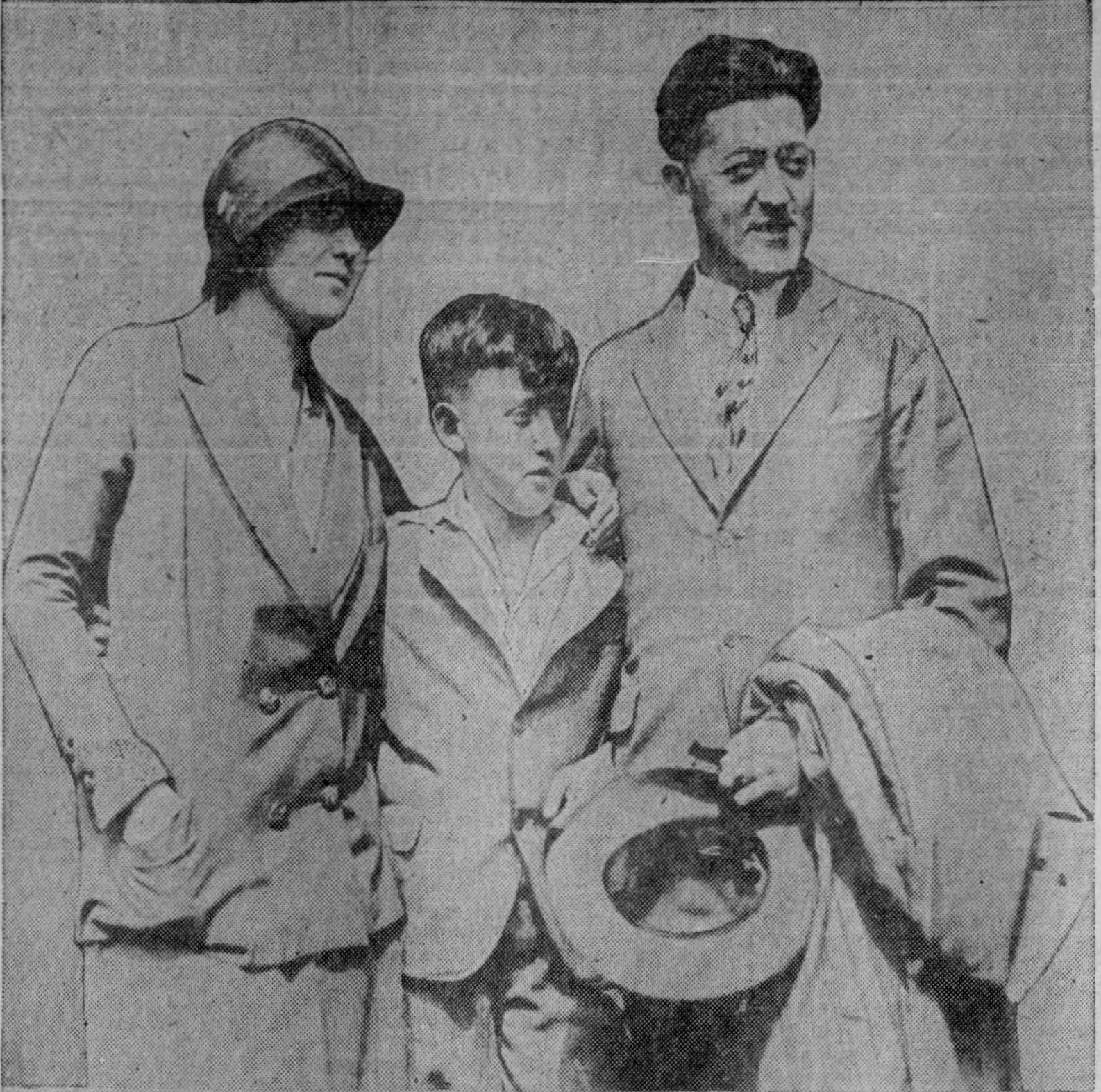
Família Rodzinski

Va ser doctor en dret a la Universitat de Viena, on també va continuar els seus estudis musicals. No va rebre el diploma perquè es va veure impedit per l'esclat de la Primera Guerra Mundial. Durant els anys 1918–1919 va ser director de l'Òpera de Lviv, després de l'Òpera i Filharmònica de Varsòvia (1920–1925). Per invitació de Leopold Stokowski, va marxar als Estats Units i durant els anys 1926–1929 va exercir com a director assistent de l'Orquestra de Filadèlfia. Al mateix temps, també va dirigir l'orquestra i la classe d'òpera del Curtis Institute of Music. Després va exercir com a director musical de la Filharmònica de Los Angeles (1929–1933), l'Orquestra de Cleveland (1933–1943), la Filharmònica de Nova York (1943–1947) i la Chicago Symphony Orchestra (1947–1948).
Va actuar a Amèrica del Nord, Europa i Amèrica del Sud. Va promoure la música polonesa, especialment les obres de Stanisław Moniuszko, Mieczysław Karłowicz i Karol Szymanowski. Va interpretar obres de Richard Strauss i Richard Wagner. El 17 de novembre de 1958 a Chicago va posar en escena Tristan und Isolde de Wagner amb gran èxit, protagonitzada per la soprano sueca Birgit Nilsson. 10 dies després va morir d'un atac de cor.

## Vida privada
Es va casar dues vegades. La seva primera dona va ser la pianista austríaca Ilse Reimesch. Després del divorci, es va casar amb Halina Rodzińska de soltera Lilpop, que estava emparentada amb l'esposa de Jarosław Iwaszkiewicz, Anna. Va escriure extenses memòries, publicades sota el títol Our Two Lives (edició polonesa: Halina Arturowa Rodzińska, Nasza Wspólna Życie, Warszawa 1980, ISBN 83-07-00031-9).
El fill d'Artur i Halina és Richard Rodzinski, un director musical nord-americà, graduat a la Universitat de Colúmbia, associat, entre d'altres, amb, amb el Concurs Internacional de Piano Van Cliburn, membre honorari de la Federació Mundial de Concursos Internacionals de Música.